# Une peste de souris
Pour plus de détails, voir Fiche technique et Distribution.
Une peste de souris (titre original : The Unexpected Pest) est un court métrage d'animation américain de la série des Merrie Melodies réalisé par Robert McKimson, ne mettant en scène que Grosminet[réf. souhaitée], sorti en 1956.

## Distribution
- VF : Patrick Préjean : Grosminet